# Mario Scirea
Mario Scirea (Oltre il Colle, 7 agosto 1964) è un dirigente sportivo ed ex ciclista su strada italiano.
Tra i dilettanti fu campione del mondo 1987 nella cronometro a squadre; fu poi professionista dal 1989 al 2004. Dopo il ritiro è stato prima direttore sportivo della Liquigas/Cannondale e poi, dal 2015 al 2018, ds della Lampre/UAE Emirates.

## Palmarès
- 1989

6ª tappa Tour of America
- 1996

2ª tappa Hofbrau Cup (Waiblingen > Waiblingen)

## Piazzamenti

### Grandi Giri
- Giro d'Italia

1989: 131º
1991: 105º
1993: 115º
1994: 85º
1995: 109º
1996: 95º
1997: ritirato (6ª tappa)
1998: 61º
1999: 67º
2000: 56º
2001: 121º
2002: 109º
2003: 84º
2004: 121º
- Tour de France

1989: fuori tempo (10ª tappa)
1992: 107º
1993: 120º
1994: ritirato (14ª tappa)
1995: 98º
1996: ritirato (6ª tappa)
1998: ritirato (10ª tappa)
1999: ritirato (non partito 15ª tappa)
2000: ritirato (12ª tappa)
- Vuelta a España

1990: 107º
1991: 106º
1992: 112º
1995: ritirato (12ª tappa)
1997: 113º
2002: ritirato (8ª tappa)

### Classiche monumento
- Milano-Sanremo

1991: 170º
1993: 135º
1994: 146º
1995: 134º
1996: 54º
1997: 158
1998: 128º
1999: 74º
2000: 98º
2001: 106º
2002: 105º
2003: 95º
2004: 138º
- Giro delle Fiandre

1990: 76º
1992: 29º
1994: 44º
1995: 21º
1996: 22º
1997: 41º
2002: 58º
2003: 67º
- Parigi-Roubaix

1990: 83º
1991: 61º
1994: 11º
1996: 39º
1997: 47º

### Competizioni mondiali
- Campionati del mondo

Colorado Springs 1986 - Cronosquadre: 2º
Villach 1987 - Cronosquadre: vincitore
Zolder 2002 - In linea Elite: 29º
Hamilton 2003 - In linea Elite: ritirato
- Giochi olimpici

Seul 1988 - Cronosquadre: 5º